# Qendër Libohovë
Qendër Libohovë is een plaats en voormalige gemeente in de stad (bashkia) Libohovë in de prefectuur Gjirokastër in Albanië. Sinds de gemeentelijke herindeling van 2015 doet Qendër Libohovë dienst als deelgemeente en is het een bestuurseenheid zonder verdere bestuurlijke bevoegdheden. De plaats telde bij de census van 2011 zo'n 1.259 inwoners.

## Bevolking
Volgens de volkstelling van 2011 telde de (voormalige) gemeente Qendër Libohovë 1.259 inwoners. Dat is een daling vergeleken met 1.604 inwoners op 1 april 2001. De bevolking bestaat uit voor het merendeel uit etnische Albanezen (82,2 %), gevolgd door een significante Griekse minderheid (8,5 %) en een klein aantal Aroemenen (0,4 %).
De bevolking van Qendër Libohovë is vergrijsd. Van de 1.259 inwoners waren er 176 tussen de 0 en 14 jaar oud, 788 inwoners waren tussen de 15 en 64 jaar oud en 300 inwoners waren 65 jaar of ouder.

## Religie
De grootste religies in Qendër Libohovë zijn de (soennitische) islam en de Albanees-Orthodoxe Kerk. 
| Religieuze samenstelling in de plaats (bashki) Qendër Libohovë | Religieuze samenstelling in de plaats (bashki) Qendër Libohovë | Religieuze samenstelling in de plaats (bashki) Qendër Libohovë | Religieuze samenstelling in de plaats (bashki) Qendër Libohovë | Religieuze samenstelling in de plaats (bashki) Qendër Libohovë | Religieuze samenstelling in de plaats (bashki) Qendër Libohovë |
| Deelgemeente                                                   | Aantal inwoners (census 2011)                                  | Islam (%)                                                      | Katholieke Kerk in Albanië (%)                                 | Albanees-Orthodoxe Kerk (%)                                    | Bektashi (%)                                                   |
| -------------------------------------------------------------- | -------------------------------------------------------------- | -------------------------------------------------------------- | -------------------------------------------------------------- | -------------------------------------------------------------- | -------------------------------------------------------------- |
| Qendër Libohovë                                                | 1.259                                                          | 47                                                             | -                                                              | 26                                                             | 1                                                              |